# Kevin D. McKeegan
Kevin D. McKeegan est un scientifique travaillant dans les techniques micro-analytiques pour étudier les matériaux météoritiques.
En 2018, il reçoit la médaille J.-Lawrence-Smith pour ses contributions à la compréhension des processus et de la chronologie des débuts du système solaire tel qu'enregistré par les météorites primitives, pour son innovation dans l'instrumentation analytique et pour avoir montré que les compositions isotopiques de l'oxygène de la Terre et des planètes rocheuses et des météorites sont différentes de celle du Soleil,.
En 2022, il reçoit la médaille Leonard (en).